# Staartlichtdwerghaai
De staartlichtdwerghaai (Euprotomicroides zantedeschia) is een vissensoort uit de familie van de valse doornhaaien (Dalatiidae). De wetenschappelijke naam van de soort is voor het eerst geldig gepubliceerd in 1966 door Hulley & Penrith.